# جيفري شيونغ
جيفري شيونغ (بالإنجليزية: Jeffery Xiong)‏ لاعب شطرنج أمريكي ولد في 30 أكتوبر 2000 أكمل تقريره النهائي القاعدة غراند ماستر في 25 مايو 2015 وحصل على لقب من قبل الاتحاد الدولي للشطرنج في وقت لاحق من ذلك العام.

## روابط خارجية
- قالب:Fide
- جيفري شيونغ على موقع الاتحاد الدولي للشطرنج (الإنجليزية)
- جيفري شيونغ على موقع مباريات الشطرنج (الإنجليزية)
- جيفري شيونغ على موقع 365Chess.com (الإنجليزية)
- جيفري شيونغ على موقع Chesstempo.com (الإنجليزية)
- جيفري شيونغ على موقع الاتحاد الأمريكي للشطرنج (الإنجليزية)